# GP (album)
| Recensione       | Giudizio        |
| ---------------- | --------------- |
| AllMusic         | [ 1 ]           |
| Sputnikmusic     | 4.2 (Excellent) |
| Robert Christgau | B+              |
| Piero Scaruffi   | [ 4 ]           |

GP è il primo album solista del musicista country rock statunitense Gram Parsons, già membro di The Byrds e The Flying Burrito Brothers, ed è stato pubblicato nel 1973, anno della morte prematura dell'artista a soli 26 anni, dall'etichetta Reprise Records. Il disco venne acclamato dalla critica ma fallì l'entrata in classifica sia negli Stati Uniti che in Europa.

## Il disco

### Storia
Dopo la sua militanza nella International Submarine Band, nei Byrds, e nei Flying Burrito Brothers, Parsons decise di pubblicare un album solista. Originariamente, avrebbe dovuto essere la leggenda country Merle Haggard a produrre l'album, ma egli rifiutò perché Parsons, anche se sinceramente innamorato della musica country, secondo lui aveva uno stile di vita troppo "hippy". Al suo posto venne ingaggiato Hugh Davies che produsse l'album con l'aiuto di Ric Grech. Come band di supporto furono reclutati svariati musicisti della backing band di Elvis Presley. Parteciparono al disco Ronnie Tutt (batteria), James Burton (chitarra) e Glen D. Hardin (pianoforte e organo), tre membri della TCB Band. Glen D. Hardin fu il direttore musicale che coordinò il tutto. Con l'allora sconosciuta Emmylou Harris, con la quale aveva intrapreso una relazione sentimentale, Parsons trovò una valida partner vocale che più tardi iniziò una carriera solista di successo.

### Registrazione e pubblicazione
Le sessioni di registrazione per l'album si svolsero da settembre a ottobre 1972 negli studi sulla costa occidentale della Capitol Records, al Wally Heidler Studio numero 4. L'album venne pubblicato nel gennaio 1973 non riscuotendo particolare successo commerciale ma buone recensioni. Per promuovere il disco, Parsons formò una band dal vivo, i "Fallen Angels", costituita da Emmylou Harris, Kyle Tullis, N.D. Smart II, Neil Flanz e Gerry Mule.

### Stile
Come aveva tentato di fare nei suoi precedenti gruppi, Parsons provò a dare corpo alla sua particolare concezione del country rock, da lui stesso descritta come "Cosmic American Music", un originale miscuglio di soul, country, R&B, gospel, folk e rock and roll. La direzione musicale data da Glenn Hardin all'album e l'integrazione di chitarre a doppia cassa ricordano da un lato la musica country tradizionale del periodo 1950/1960, e dall'altro un sound maggiormente contemporaneo. Oltre a canzoni più tradizionalmente orientate al country classico come How Much I've Lied, Kiss the Children e Still Feeling Blue, Parsons scrisse anche She e A Song for You, brani religiosi circa il suo conflittuale rapporto con il cristianesimo. La traccia Big Mouth Blues è autobiografica ed è spesso indicata da molti come la versione dedicata a New York di Sin City (Flying Burrito Brothers). Le cover inserite nell'album sono Streets of Baltimore (Bobby Bare), That's All It Took (George Jones e Gene Pitney), e Cry One More Time (J. Geils Band).

## Tracce
Lato A
1. Still Feeling Blue – 2:38 (Gram Parsons)
2. We'll Sweep Out the Ashes in the Morning – 3:13 (Joyce Allsup)
3. A Song for You – 4:57 (Gram Parsons)
4. Streets of Baltimore – 2:50 (Tompall Glaser, Harlan Howard)
5. She – 4:55 (Chris Ethridge, Gram Parsons)

Durata totale: 18:33
Lato B
1. That's All It Took – 2:57 (Charlotte Grier, Darrell Edwards, George Jones)
2. The New Soft Shoe – 3:52 (Gram Parsons)
3. Kiss the Children – 2:50 (Gram Parsons, Rick Grech)
4. Cry One More Time – 3:55 (Peter Wolf, Seth Justman)
5. How Much I've Lied – 2:27 (David Rifkin, Gram Parsons)
6. Big Mouth Blues – 3:52 (Gram Parsons)

Durata totale: 19:53

## Musicisti
- Gram Parsons - voce solista, chitarra acustica
- Emmylou Harris - voce solista
- James Burton - chitarra elettrica solista, dobro
- Barry Tashian - chitarra ritmica, voce
- Al Perkins - chitarra pedal steel
- Buddy Emmons - chitarra pedal steel
- Alan Munde - banjo (brano: Still Feeling Blue)
- Byron Berline - fiddle
- Glen D. Hardin - pianoforte, organo, bandleader
- John Conrad - basso
- John Guerin - batteria
- Hal Battiste - sassofono baritono (brano: Cry One More Time)
- Ronnie Tutt - batteria
- Sam Goldstein - batteria
- Lewis Morford - accompagnamento vocale-cori (brano: Kiss the Children)
- Mitch Gordon - accompagnamento vocale-cori (brano: Kiss the Children)
- Ron Hicklin - accompagnamento vocale-cori (brano: Kiss the Children)
- Tom Bahler - accompagnamento vocale-cori (brano: Kiss the Children)

Note aggiuntive
- Gram Parsons e Ric Grech - produttori
- Registrazioni effettuate al Wally Heider Studios nel settembre-ottobre del 1972
- Hugh Davies, Ed Barton - ingegneri delle registrazioni
- Hugh Davies - ingegnere del remixaggio[6]